# Mesotritia breviseta
Mesotritia breviseta är en kvalsterart som beskrevs av Wojciech Niedbała och Schatz 1996. Mesotritia breviseta ingår i släktet Mesotritia och familjen Oribotritiidae. Inga underarter finns listade i Catalogue of Life.